# Ormetica underwoodi
Ormetica underwoodi är en fjärilsart som beskrevs av Rothschild 1909. Ormetica underwoodi ingår i släktet Ormetica och familjen björnspinnare. Inga underarter finns listade i Catalogue of Life.